# Caimito
Caimito és un poble i municipi de la Província d'Artemisa a Cuba, ubicat al nord-est de la Carretera Central. La població va ser fundada l'any 1820. Fins a finals del 2010 va pertànyer a l'antiga Província de l'Havana. Té una extensió territorial de 238 quilòmetres quadrats. Va ser conegut entre 1910 i 1976 amb el nom de Caimito del Guayabal.

## Història
A l'arribada dels colonitzadors espanyols, la zona formava part del Cacicat de Mariel. El municipi es va denominar inicialment Guayabal, fundat com a terme municipal de la província de Pinar del Río el 1879. No obstant el poble de Caimito, situat a la frontera del terme municipal de Guayabal, pertanyia al terme de Bauta a la Província de l'Havana i anteriorment a la jurisdicció de San Antonio de los Baños.
El 1901 es va abolir el municipi de Guayabal i el seu territori es va incorporar a Bauta. El 1910 es va recrear el municipi amb el nom de Caimito del Guayabal, dins de l'antiga Província de l'Havana. A Guayabal hi va tenir una plantació de sucre la Francisco Sugar Company, la qual és citada per Eduardo Galeano a Las venas abiertas de América Latina.
L'actual municipi de Caimito inclou també els pobles de Ceiba del Agua i Vereda Nueva (abans de 1963 part de San Antonio de los Baños), així com els de Guayabal, Pluebo Nuevo, Rancho Grande, Capellanías, Vereda Nueva, Los Naranjos, Aguacate, Banes, Habana Libre i Menelao Mora.